# John-Laffnie de Jager
John-Laffnie de Jager (Johannesburg, 17 marzo 1973) è un ex tennista sudafricano.

## Carriera
In carriera ha vinto 7 titoli di doppio. Nei tornei del Grande Slam ha ottenuto il suo miglior risultato raggiungendo la finale di doppio misto all'Open di Francia nel 1995, in coppia con la canadese Jill Hetherington,  e agli Australian Open nel 1997, in coppia con la lettone Larisa Neiland.
In Coppa Davis ha disputato un totale di 6 partite, ottenendo 5 vittorie e una sconfitta.

## Statistiche

### Doppio

#### Vittorie (7)
| N. | Anno             | Torneo                                       | Superficie  | Compagno       | Avversari in finale                 | Punteggio     |
| 1. | 15 novembre 1992 | Kremlin Cup, Mosca                           | Sintetico   | Marius Barnard | David Adams Andrej Ol'chovskij      | 6–4, 3–6, 7–6 |
| 2. | 17 ottobre 1994  | Tel Aviv Open, Tel Aviv                      | Cemento     | Lan Bale       | Jan Apell Jonas Björkman            | 6–7, 6–2, 7–6 |
| 3. | 8 ottobre 1995   | Grand Prix de Tennis de Toulouse, Tolosa     | Cemento     | Jonas Björkman | Dave Randall Greg Van Emburgh       | 7–6, 7–6      |
| 4. | 21 febbraio 1999 | Rotterdam Open, Rotterdam                    | Sintetico   | David Adams    | Neil Broad Peter Tramacchi          | 6–7, 6–3, 6–4 |
| 5. | 20 febbraio 2000 | Rotterdam Open, Rotterdam                    | Cemento     | David Adams    | Tim Henman Evgenij Kafel'nikov      | 5–7, 6–2, 6–3 |
| 6. | 27 febbraio 2000 | London Cup, Londra                           | Cemento     | David Adams    | Jan-Michael Gambill Scott Humphries | 6–3, 6–7, 7–6 |
| 7. | 8 maggio 2000    | Internazionali di Baviera, Monaco di Baviera | Terra rossa | David Adams    | Maks Mirny Nenad Zimonjić           | 6–4, 6–4      |

### Doppio

#### Finali perse (12)
| N.  | Anno              | Torneo                                   | Superficie  | Compagno            | Avversari in finale               | Punteggio      |
| 1.  | 25 ottobre 1993   | Grand Prix de Tennis de Lyon, Lione      | Sintetico   | Stefan Kruger       | Gary Muller Danie Visser          | 3–6, 6–7       |
| 2.  | 3 ottobre 1994    | Swiss Indoors, Basilea                   | Cemento     | Lan Bale            | Patrick McEnroe Jared Palmer      | 3–6, 6–7       |
| 3.  | 23 ottobre 1995   | Grand Prix de Tennis de Lyon, Lione      | Sintetico   | Wayne Ferreira      | Jakob Hlasek Evgenij Kafel'nikov  | 3–6, 3–6       |
| 4.  | 15 giugno 1998    | Halle Open, Halle                        | Erba        | Marc-Kevin Goellner | Ellis Ferreira Rick Leach         | 6–4, 4–6, 6–7  |
| 5.  | 19 ottobre 1998   | Vienna Open, Vienna                      | Sintetico   | David Adams         | Evgenij Kafel'nikov Daniel Vacek  | 5–7, 3–6       |
| 6.  | 14 febbraio 1999  | Dubai Tennis Championships, Dubai        | Cemento     | David Adams         | Wayne Black Sandon Stolle         | 6–4, 1–6, 4–6  |
| 7.  | 16 maggio 1999    | Internazionali d'Italia, Roma            | Terra rossa | David Adams         | Ellis Ferreira Rick Leach         | 7–6, 1–6, 2–6  |
| 8.  | 22 agosto 1999    | Washington Open, Washington              | Cemento     | David Adams         | Justin Gimelstob Sébastien Lareau | 5–7, 7–6, 3–6  |
| 9.  | 3 ottobre 1999    | Grand Prix de Tennis de Toulouse, Tolosa | Cemento     | David Adams         | Olivier Delaître Jeff Tarango     | 6–3, 6–7, 4–6  |
| 10. | 1º novembre 1999  | Stuttgart Masters, Stoccarda             | Cemento     | David Adams         | Jonas Björkman Byron Black        | 7–6, 6–7, 0–6  |
| 11. | 23 settembre 2001 | Shanghai Open, Shanghai                  | Cemento     | Robbie Koenig       | Byron Black Thomas Shimada        | 2–6, 6–3, 5–7  |
| 12. | 5 marzo 2002      | Pacific Coast Championships, San Jose    | Cemento     | Robbie Koenig       | Wayne Black Kevin Ullyett         | 3–6, 6–4, 5–10 |

### Doppio misto

#### Finali perse (2)
| N. | Anno | Torneo                     | Superficie  | Compagna          | Avversari in finale            | Punteggio     |
| 1. | 1995 | Open di Francia, Parigi    | Terra rossa | Jill Hetherington | Larisa Neiland Todd Woodbridge | 6–7, 6–7      |
| 2. | 1997 | Australian Open, Melbourne | Cemento     | Larisa Neiland    | Manon Bollegraf Rick Leach     | 3–6, 7–6, 5–7 |